# Hohenrain (Adelsgeschlecht)

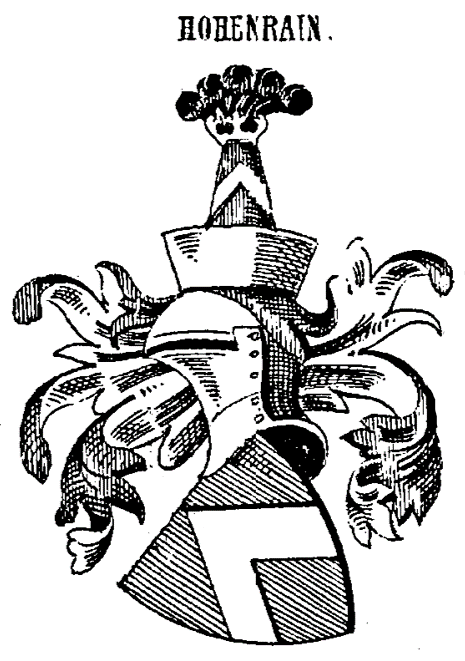
Wappen derer von Hohenrain bei Johann Siebmacher

Die Herren von Hohenrain waren ein bayerisches Adelsgeschlecht aus Hohenrain (heute Großhöhenrain) im damaligen Landgericht Aibling, wo sich auch das zugehörige Schloss Höhenrain befindet.
Ihr Wappen, ein silberner Sparren im roten Schild, war wegen angeblicher Beteiligung in der Schlacht bei Mühldorf am Isartor abgebildet. Zuvor (im Jahr 1315) hatte sich tatsächlich der Aiblinger Richter Zacharias von Hohenrain für vier Jahre dem Dienst Ludwig des Bayers verschrieben. Er war zuvor Viztum Ludwigs Bruders Rudolf gewesen. Für 1000 Pfund Münchner Pfennige wurde ihm im Jahr 1325 das Gericht Wolfratshausen („Wolfertshausen“) „versetzt“.
Das Geschlecht ist seit dem späten 11. Jahrhundert belegt und erlosch kurz vor der 15. Jahrhundertwende (1495).